# Popobawa
Popobawa (o Popo Bawa) è uno spirito maligno (shetani) del folklore moderno di Pemba e Zanzibar e della costa continentale della Tanzania. La leggenda ha cominciato a diffondersi nei primi anni settanta, a partire da Pemba, dove si sono registrati i primi racconti di aggressioni notturne (con violenza sessuale) da parte del Popobawa ad abitanti dell'isola. In seguito sono state segnalate simili aggressioni sull'isola principale di Zanzibar (Unguja) e nella zona di Dar es Salaam.

## Descrizione
Il termine swahili Popobawa è la fusione delle parole popo ("pipistrello") e bawa ("ala"), con riferimento alla forma dell'ombra proiettata dalla creatura nei suoi attacchi notturni. La parola viene declinata anche al plurale (mapopobawa) per riferirsi alle diverse manifestazioni di questo spirito maligno. La descrizione della forma della creatura è invece variabile; alcune fonti la descrivono come bassa di statura, dotata di un singolo occhio, orecchie a punta, e ali e zampe di pipistrello.
Il Popobawa attacca solitamente di notte, aggredendo uomini e donne nel loro letto e violentandoli e sodomizzandoli. Alle vittime viene ordinato di riferire l'aggressione subita ai loro conoscenti e concittadini, pena nuove violenze. Viene anche riportato che il Popobawa è particolarmente incline ad aggredire coloro che non credono nella sua esistenza.

## Ipotesi sull'origine della leggenda
Diverse commentatori (fra cui il documentario americano Destination Truth) hanno osservato una certa sovrapposizione temporale fra gli avvistamenti del Popobawa e le tornate elettorali di Zanzibar, o altri momenti di tensione politica (come l'assassinio del presidente di Zanzibar Abeid Karume). Anche le prime aggressioni sull'isola di Pemba risalgono al periodo immediatamente successivo alla rivoluzione; questa circostanza ha fatto ipotizzare che il mito sia stato diffuso a scopo politico e intimidatorio.
Un'altra ipotesi sull'origine della leggenda è stata proposta da Joe Nickell in un articolo su Skeptical Inquirer. Nickell osserva che le presunte vittime di aggressioni del Popobawa citano un insieme di sensazioni (la sensazione di paralisi, di essere schiacciati da un grosso peso) che ha dato origine a leggende simili in molte altre culture, e che è riconducibile ai sintomi generali di una illusione ipnagogica o "sogno a occhi aperti"..